# Альфард
Альфард, Альфа Гидры (лат. α Hydrae), 30 Гидры (лат. 30 Hydrae), HD 81797 — тройная звезда в созвездии Гидры на расстоянии (вычисленном из значения параллакса) приблизительно 180 световых лет (около 55,3 парсек) от Солнца. Возраст звезды определён как около 290 млн лет.

## Описание
В переводе с арабского название Альфард (الفرد) обозначает одинокая, поскольку вблизи неё нет ярких звезд. Её также иногда называют Сердцем Гидры или Сердцем Большого Змия, Уединившейся змеёй.
Альфард в 40 раз больше Солнца, будь он помещён на его место, он бы протянулся до половины орбиты Меркурия. Тщательные измерения радиальной скорости показали коррелированные изменения радиальной скорости звезды и сдвига спектральных линий. Эти короткопериодичные (от нескольких часов до нескольких суток) колебания являются результатом звёздных пульсаций, подобных солнечным, что делает Альфард объектом астросейсмологических исследований.

## Характеристики
Первый компонент (WDS J09276-0840A) — оранжевый гигант спектрального класса K3II-III, или K3IIIa, или K3III, или K2. Видимая звёздная величина звезды — +1,99m. Масса — около 2,97 солнечной, радиус — около 42,4 солнечного, светимость — около 404,303 солнечной. Эффективная температура — около 4100 K.
Второй компонент (WDS J09276-0840B). Видимая звёздная величина звезды — +9,7m. Удалён на 284,4 угловой секунды.
Третий компонент (WDS J09276-0840C). Удалён на 257 угловых секунд.